# Nyelvcsap

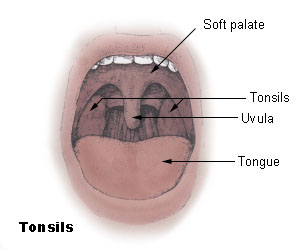
A nyelvcsap helye az emberi szájban

A nyelvcsap (uvula) a lágyszájpad ínyvitorlái közepéből lelógó és a nyelv gyökét érő nyálkahártyával takart húsos csapszerű képződmény, amely beszédkor és nyeléskor hátra és felfelé húzva, a folyadék vagy étel orrba jutását rendes körülmények között megakadályozza. Az orrhangok képződésekor különösen meg-megrezzen. Sokszor oly hosszú, hogy csiklandozza a nyelvet, és le kell vágatni; vagy difteritiszkor vagy nagy mandulagyulladásakor maga is annyira megdagadhat, hogy a többi dagadt képződményekkel együtt a torokszorost elzárja, az evést, sőt a lélegzést is igen akadályozhatja.